# Mortes em agosto de 2017
Mortes em 2017: ← Janeiro – Fevereiro – Março – Abril – Maio – Junho – Julho – Agosto – Setembro – Outubro – Novembro – Dezembro →
Esta é uma relação de pessoas notáveis que morreram durante o mês de agosto de 2017, listando nome, nacionalidade, ocupação e ano de nascimento.

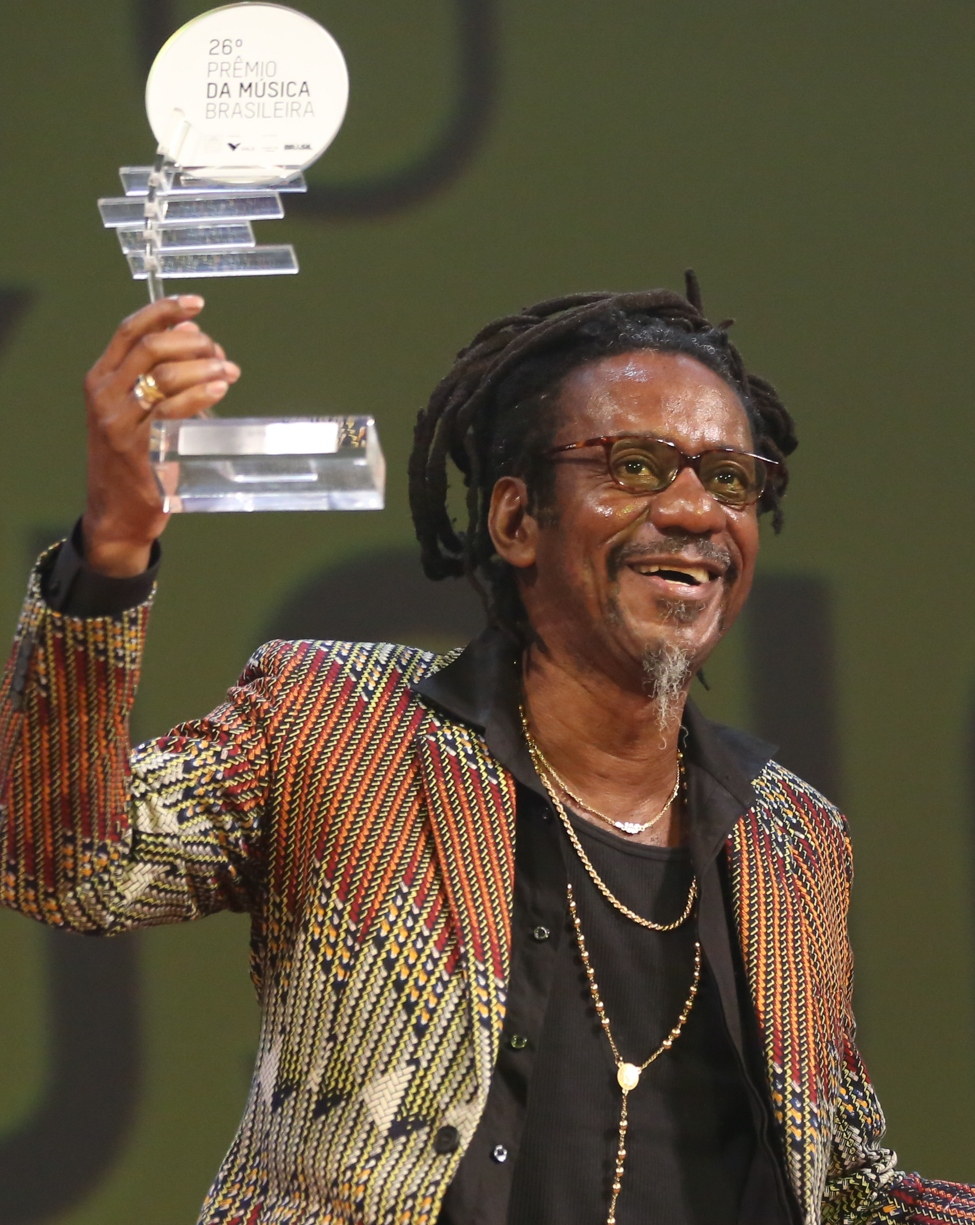
Luiz Melodia, cantor brasileiro

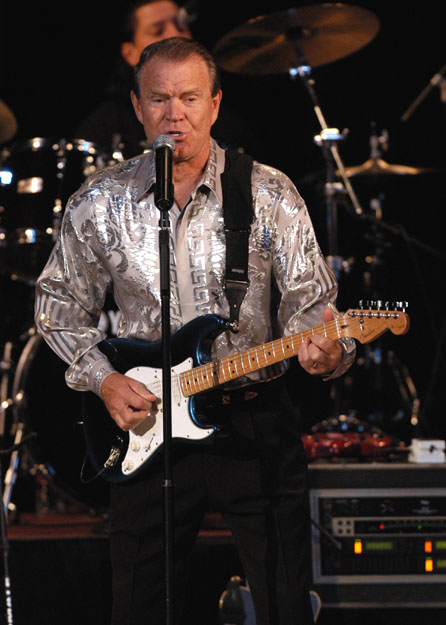
Glen Campbell, cantor, compositor, apresentador e ator norte-americano

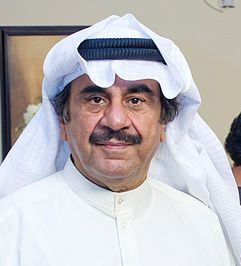
Abdulhussain Abdulredha, ator kuwaitiano

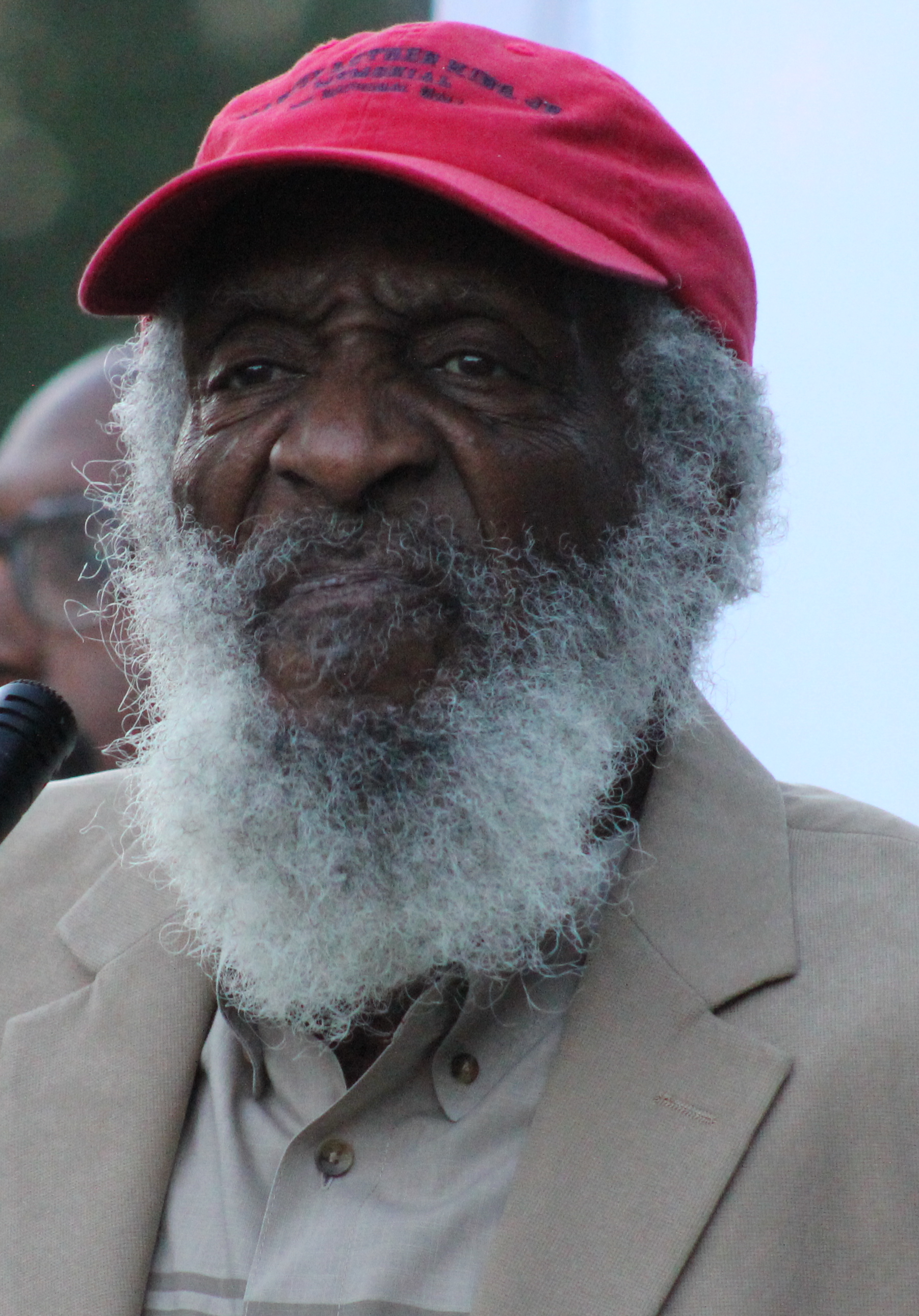
Dick Gregory, humorista norte-americano

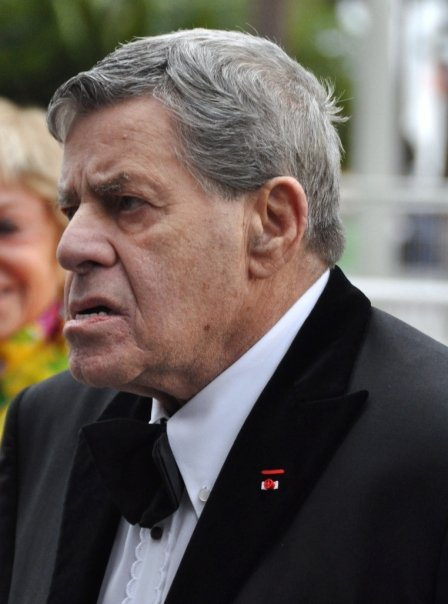
Jerry Lewis, comediante norte-americano

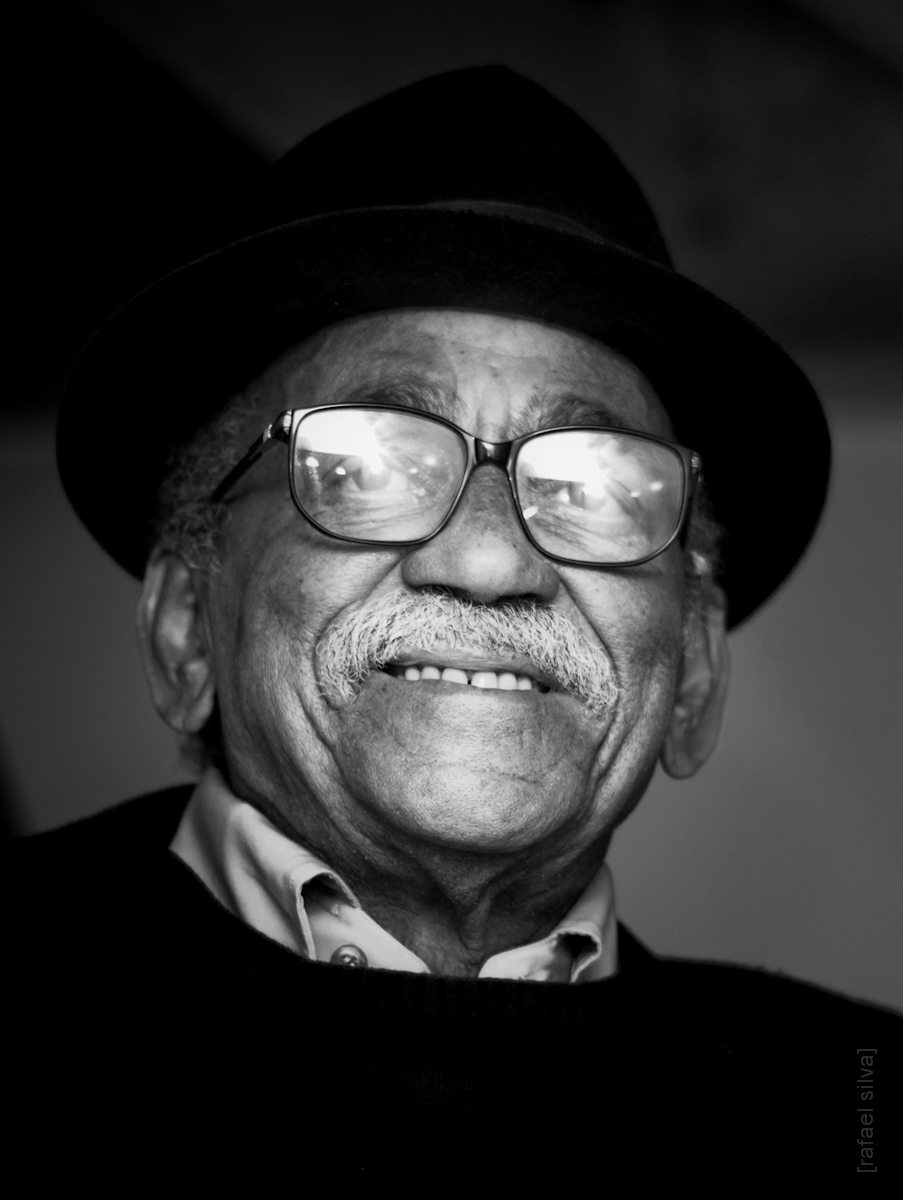
Wilson das Neves, cantor e baterista brasileiro

| Dia | Nome                        | Profissão ou motivo de reconhecimento                         | Nacionalidade   | Ano de nasc. | Ref           |
| --- | --------------------------- | ------------------------------------------------------------- | --------------- | ------------ | ------------- |
| 1   | Patrick Bateson             | Biólogo                                                       | Reino Unido     | 1938         | [ 1 ]         |
| 2   | Ely Tacchella               | Futebolista                                                   | Suíça           | 1936         | [ 2 ]         |
| 3   | Robert Hardy                | Ator                                                          | Reino Unido     | 1925         | [ 3 ] [ 4 ]   |
| 3   | Ángel Nieto                 | Motociclista                                                  | Espanha         | 1947         | [ 5 ]         |
| 4   | Luiz Melodia                | Cantor e compositor                                           | Brasil          | 1951         | [ 6 ]         |
| 4   | Ralph Biasi                 | Político                                                      | Brasil          | 1947         | [ 7 ]         |
| 5   | Dionigi Tettamanzi          | Cardeal                                                       | Itália          | 1934         | [ 8 ]         |
| 5   | Zabé da Loca                | Pifeira                                                       | Brasil          | 1924         | [ 9 ]         |
| 5   | Ernst Zündel                | Escritor                                                      | Alemanha        | 1939         | [ 10 ]        |
| 6   | Betty Cuthbert              | Atleta                                                        | Austrália       | 1938         | [ 11 ]        |
| 6   | Darren Daulton              | Jogador de beisebol                                           | Estados Unidos  | 1962         | [ 12 ]        |
| 7   | Don Baylor                  | Jogador de beisebol                                           | Estados Unidos  | 1949         | [ 13 ]        |
| 8   | Glen Campbell               | Cantor, compositor, apresentador e ator                       | Estados Unidos  | 1936         | [ 14 ]        |
| 8   | Cathleen Synge Morawetz     | Matemática                                                    | Canadá          | 1923         | [ 15 ]        |
| 8   | Jorge Zorreguieta           | Político e fazendeiro, pai da Rainha Máxima dos Países Baixos | Argentina       | 1928         | [ 16 ] [ 17 ] |
| 9   | Peter Weibel                | Ciclista                                                      | Alemanha        | 1950         | [ 18 ]        |
| 10  | Jim Nevin                   | Ciclista                                                      | Austrália       | 1931         | [ 19 ]        |
| 10  | Ruth Pfau                   | Médica e freira                                               | Alemanha        | 1929         | [ 20 ]        |
| 11  | Yisrael Kristal             | Supercentenário                                               | Polónia/ Israel | 1903         | [ 21 ]        |
| 11  | Abdulhussain Abdulredha     | Ator e escritor                                               | Kuwait          | 1939         | [ 22 ]        |
| 11  | Luís Vincenzo Bernetti      | Bispo                                                         | Itália/ Brasil  | 1934         | [ 23 ]        |
| 12  | Carlos Araújo               | Advogado e político                                           | Brasil          | 1938         | [ 24 ] [ 25 ] |
| 13  | Joseph Bologna              | Ator                                                          | Estados Unidos  | 1934         | [ 26 ]        |
| 14  | Álvaro de Moya              | Quadrinista e diretor de TV                                   | Brasil          | 1930         | [ 27 ]        |
| 15  | Stephen Wooldridge          | Ciclista                                                      | Austrália       | 1977         | [ 28 ]        |
| 16  | Roger Pinto Molina          | Político                                                      | Bolívia         | 1959         | [ 29 ]        |
| 17  | Paulo Silvino               | Ator e humorista                                              | Brasil          | 1939         | [ 30 ]        |
| 19  | Dick Gregory                | Ator, humorista e ativista social                             | Estados Unidos  | 1932         | [ 31 ]        |
| 19  | Brian Aldiss                | Escritor                                                      | Reino Unido     | 1925         | [ 32 ]        |
| 20  | Jerry Lewis                 | Ator, humorista e cineasta                                    | Estados Unidos  | 1926         | [ 33 ]        |
| 21  | Bajram Rexhepi              | Político                                                      | Kosovo          | 1954         | [ 34 ]        |
| 22  | Willy Gonser                | Narrador e comentarista esportivo                             | Brasil          | 1936         | [ 35 ]        |
| 22  | Pedro Pedrossian            | Engenheiro e político                                         | Brasil          | 1928         | [ 36 ]        |
| 22  | Dallas McCarver             | Fisiculturista                                                | Estados Unidos  | 1991         | [ 37 ]        |
| 22  | César Mata Pires            | Empresário                                                    | Brasil          | 1950         | [ 38 ]        |
| 24  | Chiquinho de Assis          | Futebolista e treinador                                       | Brasil          | 1954         | [ 39 ]        |
| 24  | Jay Thomas                  | Ator e radialista                                             | Estados Unidos  | 1948         | [ 40 ]        |
| 25  | Enzo Dara                   | Cantor de ópera                                               | Itália          | 1938         | [ 41 ]        |
| 26  | Tobe Hooper                 | Cineasta                                                      | Estados Unidos  | 1943         | [ 42 ]        |
| 26  | Wilson das Neves            | Cantor, músico e compositor                                   | Brasil          | 1936         | [ 43 ]        |
| 26  | José Carlos Barbosa Moreira | Jurista                                                       | Brasil          | 1931         | [ 44 ]        |
| 27  | José Maria Pires            | Arcebispo                                                     | Brasil          | 1919         | [ 45 ]        |
| 27  | Helli Stehle                | Atriz e apresentadora de rádio                                | Suíça           | 1907         | [ 46 ]        |
| 28  | Tsutomu Hata                | Político                                                      | Japão           | 1935         | [ 47 ]        |
| 28  | Mireille Darc               | Atriz                                                         | França          | 1938         | [ 48 ]        |
| 30  | Elmer Acevedo               | Futebolista                                                   | El Salvador     | 1946         | [ 49 ]        |
| 30  | Louise Hay                  | Escritora                                                     | Estados Unidos  | 1926         | [ 50 ]        |
| 30  | Pedro Palma                 | Jornalista, fotojornalista e cartunista                       | Portugal        | 1959         | [ 51 ]        |
| 31  | Richard Anderson            | Ator                                                          | Estados Unidos  | 1926         | [ 52 ]        |
| 31  | Dirk Hafemeister            | Jóquei                                                        | Alemanha        | 1958         | [ 53 ]        |
| 31  | Gabriel de Paula Machado    | Escritor e músico                                             | Brasil          | 1924         | [ 54 ]        |
| 31  | Prado                       | Futebolista                                                   | Brasil          | 1940         | [ 55 ]        |